# Michał Kaziów
Michał Kaziów (ur. 13 września 1925 w Koropcu, zm. 6 sierpnia 2001 w Zielonej Górze) – polski pisarz i publicysta, dziennikarz radiowy, należał do Polskiego Związku Niewidomych.
5 października 1945 we wrocławskim porcie rzecznym na skutek wybuchu miny stracił wzrok i obie ręce. Jako pierwszy na świecie nauczył się czytać pismo brajlowskie górną wargą. Ukończył liceum ogólnokształcące w Poznaniu, a następnie polonistykę na Uniwersytecie Adama Mickiewicza, a następnie napisał i obronił pracę doktorską. Debiutował recenzjami ogłaszanymi w 1952 r. w „Radiu i Świecie”. W latach 1949–1953 był społecznym korespondentem terenowym Polskiego Radia, od 1954 r. korespondentem pisma dla niewidomych „Pochodnia”. W 1953 r. nawiązuje kontakt z aktorką teatru poznańskiego Halina Lubicz-Kirszke i poznaje ustami alfabet Braille’a. W latach 1954–1955 prowadził w Bogaczowie amatorski zespół teatralny. W latach 1955–1959 uczy się w Liceum Ogólnokształcącym nr 1 dla Pracujących im. K. Marcinkowskiego w Poznaniu, które kończy z wyróżnieniem. W latach 1959–1964 studiuje polonistykę na Uniwersytecie Adama Mickiewicza w Poznaniu. Jego praca magisterska Postać niewidomego w oczach poetów ukazała się drukiem w Ossolineum w 1968 r. W latach 1964–1965 pracował społecznie jako nauczyciel w liceum w Poznaniu. W latach 1965–1967 jest kierownikiem biura Okręgu PZN w Poznaniu. W latach 1967–1972 odbywa studia doktoranckie na Wydziale Filologicznym Uniwersytetu A. Mickiewicza. Jego praca doktorska O dziele radiowym napisana pod kierunkiem prof. Jerzego Ziomka ukazała się drukiem w Ossolineum w 1973 r.
Napisał kilkanaście powieści, zbiorów opowiadań i opracowań naukowych oraz około tysiąca artykułów (szkice i recenzje radiowe, eseje i felietony społeczno-religijne, artykuły dotyczące niepełnosprawnych i ociemniałych). Za zbiór opowiadań Piętna miłości otrzymał Lubuski Wawrzyn Literacki 1996. Należał do Koła Młodych Pisarzy przy ZO ZLP w Zielonej Górze (1970-1974) i Polsko-Niemieckiego Stowarzyszenia Pisarzy Regionu Nadodrza (od 1992). Był członkiem zielonogórskiego Oddziału Związku Literatów Polskich w latach 1974–1992, od 1992 r. należał do poznańskiego oddziału Stowarzyszenia Pisarzy Polskich. Redagował czasopisma dla ociemniałych, współpracował z Polskim Radiem i czasopismami regionalnymi. W latach 1968–1991 co tydzień prowadził dział „Włącz radio” na łamach magazynowych wydań „Gazety Zielonogórskiej”, potem „Gazety Lubuskiej”. Był redaktorem naczelnym periodyku „Niewidomy Masażysta”. Publikował na łamach czasopism: „Pochodnia”, „Radio i Telewizja”, „Aspekty”, „Zielonogórska Gazeta Nowa”, „Zielonogórski Informator Kulturalny”. Był znawcą sztuki radiowej, a szczególnie radiowego teatru wyobraźni. Jako pierwszy w kraju stworzył definicję oryginalnego słuchowiska radiowego uznając je za odrębny gatunek literacki.
Mieszkał we Bogaczowie, Poznaniu i od 1974 r. w Zielonej Górze. Jego imię nosi rondo w Zielonej Górze oraz studio nagrań Radia Zachód w Zielonej Górze. Na elewacji domu przy ul. Sucharskiego 12 w Zielonej Górze, gdzie mieszkał pisarz, znajduje się pamiątkowa tablica. Powstały o nim dwa filmy dokumentalne Doktorant w reżyserii Edwarda Skórzewskiego w 1973 r. i Radość życia zrealizowany przez Roberta Rudiaka w 2017 r.

## Twórczość naukowa
- Postać niewidomego w oczach poetów (Zakład Narodowy im. Ossolińskich, Wrocław 1968)
- O dziele radiowym. Z zagadnień estetyki oryginalnego słuchowiska (Zakład Narodowy im. Ossolińskich, Wrocław 1973)
- Udział środków masowego przekazu z wykorzystaniem literatury (słuchowisko, reportaż, film) w kształtowaniu postaw społecznych wobec inwalidztwa wzroku (1979),

## Twórczość literacka
- Zielonogórski Teatr Wyobraźni. [Szkic] (Zielona Góra 1980)
- Gdy moim oczom. [Powieść autobiograficzna] (Warszawa 1985) (ISBN 83-07-01074-8)[4]
- Zdeptanego podnieść. [Opowiadania] (Warszawa 1988)
- A jednak w pamięci. Opowieść o ociemniałym kapitanie wojsk austriackich i polskich – Janie Silhanie [Opowieść biograficzna] (Warszawa 1994)
- Z Orchideą. [Opowiadania] (Zielona Góra 1995)
- Piętna miłości. [Opowiadania] (Zielona Góra 1996)[5]
- Dłoń na dźwiękach. [Opowieść biograficzna o Włodzimierzu Dolańskim] (Lublin 1998)[6]
- Ślady na sercu. [Felietony] (Zielona Góra 1998)
- Pod tęczą. [Opowiadania]. Zielona Góra 2000.

## Utwory wydane na kasetach dźwiękowych
- Gdy moim oczom. [Powieść autobiograficzna] (Warszawa 1986)
- Zdeptanego podnieść. [Opowiadania] (Warszawa 1989)
- Dłoń na dźwiękach. [Opowieść] (Warszawa 1991)
- A jednak w pamięci. [Opowieść] (Warszawa 1995)
- Z orchideą. [Opowiadania] (Warszawa 1995)
- Ślady na sercu. [Felietony] (Warszawa 1999)

## Słuchowiska radiowe (wybrane)
- „Szkice o sztukach masowych w Polsce”

## Nagrody i odznaczenia
- tytuł „Lubuszanin Roku” nadany przez czytelników „Gazety Zielonogórskiej” (1967)[7]
- tytuł "Polaka Roku 1967" w ogólnopolskim plebiscycie (1968)[8][9]
- tytuł „Młodzieżowy Bohatera Roku” nadany przez czytelników „Sztandaru Młodych” i słuchaczy Polskiego Radia (1968)
- Złota Odznaka Honorowa Polskiego Związku Niewidomych (1969)
- brązowy medal „Za zasługi dla obronności kraju” (1970)
- odznaka „Zasłużony Działacz Kultury” (1971)
- Nagroda Kulturalna Prezydenta Miasta Zielona Góra (1972, 2000)
- Nagroda Kulturalna „Nadodrza” (1973)
- Nagroda Publicystyczna Prezesa Komitetu ds. Radia i Telewizji (1974)
- tytuł „Lubuszanin XXX-lecia PRL” (1975)
- Lubuska Nagroda Kulturalna (1975, 1985)
- Nagroda Towarzystwa Przyjaciół Zielonej Góry (1986)
- Nagroda im. Macieja Rataja (1986)
- Nagroda im. Jerzego Szczygła (1986)
- Nagroda Wojewódzka Wojewody Zielonogórskiego (1989)
- wyróżnienie Funduszu Literatury (1990)
- Nagroda im. kpt. Jana Silhana (1991)
- Nagroda im. dr. Lecha Wierusza (1993, 2000)
- Lubuski Wawrzyn Literacki (1996)